# Schillingstedt
Schillingstedt – dzielnica miasta Sömmerda w Niemczech, w kraju związkowym Turyngia, w powiecie Sömmerda. Do 5 lipca 2018 jako samodzielna gmina wchodziła w skład wspólnoty administracyjnej Kölleda.